# Aberdour
Aberdour (in scots: Aiberdour; in gaelico scozzese: Obar Dobhair) è un villaggio storico, di circa 1.680 abitanti, situato sulla costa meridionale del Fife, Scozia, sulla spiaggia in prossimità di Firth of Forth, di fronte all'isola di Inchcolm e alla sua abbazia e a Leith ed Edimburgo.
La tortuosa strada principale di Aberdour si trova a poca distanza dalla costa e da essa si dipartono strette stradine che portano alle parti più interne del villaggio e allo stesso litorale.
Aberdour si trova tra le città costiere più grandi di Burntisland, a est, e Dalgety Bay, a ovest.

## Monumenti e luoghi d'interesse
- Castello di Aberdour (XII e XV-XVII secolo), residenza della famiglia Douglas[1]

## Amministrazione

### Gemellaggi
- Corte Franca, dal 2003[2]